# Hakea pritzelii
Hakea pritzelii (лат.) — кустарник, вид рода Хакея (Hakea) семейства Протейные (Proteaceae). Эндемик округа Большой Южный в Западной Австралии. Цветёт с июля по август душистыми красно-фиолетовыми цветками.

## Ботаническое описание
Hakea pritzelii — вертикальный густой кустарник высотой от 1 до 2,5 м. Цветёт с июля по август и дает душистые красно-фиолетовые цветы со светло-зелёным столбиком в гроздьях в пазухах листьев или вдоль стеблей на старых ветвях. Листья яйцевидные, толстые, жёсткие и стеблевидные, с заострённым выступом. Бледно-зелёные листья варьируются от целых до мелко разделённых, имеющих 3,5 или 9 маленьких очень острых и колючих зубцов. Плоды имеют длину 20 мм и ширину 9–10 мм с пробковыми шипами на внешней поверхности.

## Таксономия
Вид Hakea pritzelii впервые был формально описан в 1904 году немецким ботаником Людвигом Дильсом. Назван в честь немецкого ботаника Эрнста Георга Притцеля (нем. Ernst Georg Pritzel), который путешествовал с Людвигом Дильсом, собирая образцы флоры Западной Австралии.

## Распространение и местообитание
H. pritzelii встречается от Кранбрука и Национального парка Стерлинг-Рейндж до Гноуангерупа, растёт в пустошах и кустарниках на белом песке. Часто встречается в низменных сезонно-влажных местах. Создаёт хорошее место обитания диких животных из-за его плотной колючей кроны.

## Охранный статус
Вид Hakea pritzelii, хотя и ограничен небольшим ареалом, классифицируется как «не угрожаемый» Департаментом парков и дикой природы правительства Западной Австралии.